# Friedrich Adolf Trendelenburg

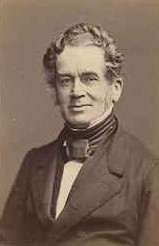
Friedrich Adolf Trendelenburg

Friedrich Adolf Trendelenburg (Eutin, 30 november 1802 - Berlijn, 24 januari 1872) was een Duits filosoof en pedagoog. Zijn werk volgde de traditie van Aristoteles en hij zette zich af tegen zowel Hegels absolute denken als Kants subjectief-kritisch denken. Trendelenburg was hoogleraar in Berlijn.
Zijn zoon Friedrich Trendelenburg was een chirurg naar wie een aantal medische behandelingen en terminologieën werden genoemd. 
- Bibsys: 15040754
- Biblioteca Nacional de España: XX1423752
- Bibliothèque nationale de France: cb121552817 (data)
- Catàleg d'autoritats de noms i títols de Catalunya: 981059250925706706
- Gemeinsame Normdatei: 11862380X
- International Standard Name Identifier: 0000 0001 2125 2379
- Library of Congress Control Number: n93028784
- Mathematics Genealogy Project: 60803
- Nationale Bibliotheek van Tsjechië: kup20030000102703
- Nationale Bibliotheek van Israël: 987007268901905171
- Nationale Bibliotheek van Polen: a0000002800268
- Nationale en Universitaire bibliotheek Zagreb: 000160908
- Nederlandse Thesaurus van Auteursnamen: 067489443
- Réseau des bibliothèques de Suisse occidentale: 02-A003909673
- Istituto Centrale per il Catalogo Unico: CFIV115238
- LIBRIS: 328306
- SNAC: w67w6shg
- Système universitaire de documentation: 140510729
- Virtual International Authority File: 27104706
- WorldCat: E39PBJj8KD99jDrvTJVmQKwQv3